# Римська металургія

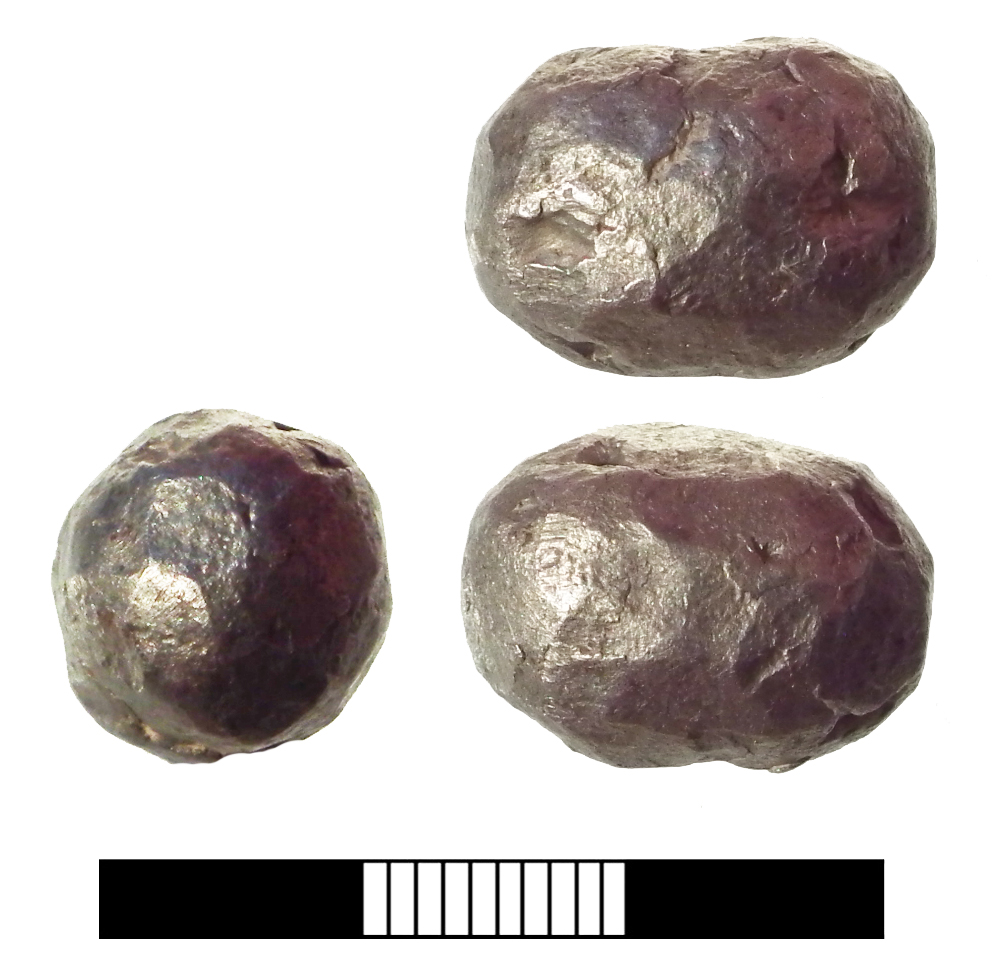
Римський срібний злиток, Британія, I–IV століття н. е.

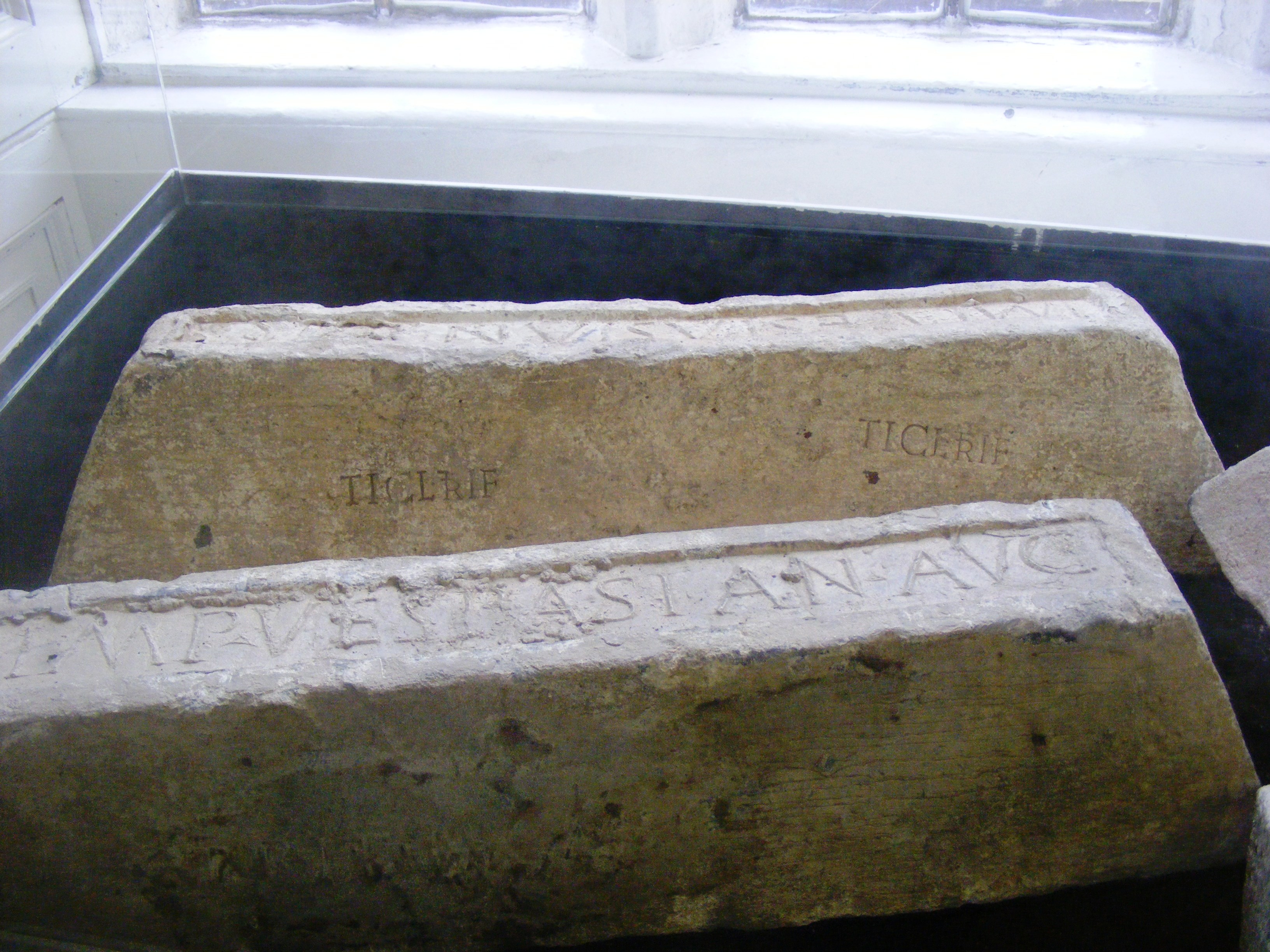
Свинцеві злитки з Римської Британії

Рим став розширятися, щоб контролювати величезні простори Середземномор'я.
Проте, Центральна Італія не була багата на металеві руди, що призвело до необхідності створення розвинутих торгівельних мереж для задоволення попиту на метал. Ранні італійці мали певний доступ до металів у північних регіонах півострова в Тоскані та Цизальпінській Галлії, а також на островах Ельба та Сардинія. З завоюванням Етрурії у 275 році до нашої ери та подальшими придбаннями внаслідок Пунічних війн, Рим отримав можливість поширитися далі в Трансальпійську Галлію та Іберію, обидві області, багаті на корисні копалини. На піку могутності Імперії Рим розробляв мінеральні ресурси від Тінгітани на північному заході Африки до Єгипту, від Аравії до Північної Вірменії, від Галатії до Германії та від Британії до Іберії, охоплюючи все узбережжя Середземного моря. Британія, Іберійська півострів, Дакія та Норік мали особливе значення, оскільки вони були дуже багаті на родовища та стали основними місцями розробки ресурсів (Shepard, 1993).
Існують свідчення того, що після середніх років Імперії відбувся раптовий і різкий спад видобутку корисних копалин . Це відобразилося в інших сферах торгівлі та промисловості.
Одним з найважливіших римських джерел інформації є «Природна історія» Плінія Старшого. Кілька книг (XXXIII–XXXVII) його енциклопедії охоплюють метали та металеві руди, їх поширення, значення та розвиток.

## Обсяги виробництва
Винахід і широке застосування гідравлічного видобутку, зокрема розмивання та промивання ґрунту, у поєднанні зі здатністю римлян планувати та реалізовувати видобувні роботи у великому масштабі, дозволили добувати як кольорові, так і дорогоцінні метали у протопромислових обсягах, що рідко повторювалися аж до Промислової революції.
Найпоширенішим паливом для плавлення, кування, а також опалення було дерево, особливо деревне вугілля, яке майже вдвічі ефективніше. Крім того, вугілля добували в деяких регіонах у досить великій кількості: майже всі основні вугільні родовища в римській Британії були освоєні до кінця II століття н.е., а на узбережжі Англії вздовж Північного моря розвинувся активний торгівельний шлях, який сягав континентального Рейнського регіону, де \[\[буре вугілля]] вже використовували для виплавки залізної руди. Лише щорічне виробництво заліза в Популонії становило, за оцінками, від 2000 до 10 000 тонн.
|        |          |                                                                                  |  |  |  |  |  | 82 500 т | \| \| \| |  |  |  | \| \| \| | \| \| \| | \| \| \| | \| \| | \| \| \| | \| \| \| | \| \| \| | Свинець \| \| \| \| | \| \| \| |  | \| \| \| | \| \| \| | \| \| \| | \| \| \| | 11,200 т | У період найбільшого підйому, приблизно в середині II століття н.е., римські запаси оцінювалися в 10 000 т — у п’ять-десять разів більше за сукупну масу срібла в середньовічній Європі та Халіфаті близько 800 р. н.е. |
| Золото | 11,119 т | Виробництво лише в Астурія, Калаїкія та Лузітанія (усі — Іберійський півострів). |  |  |  |  |  |          |          |  |  |  |          |          |          |       |          |          |          |                     |          |  |          |          |          |          |          | |

### Рабство
Коли витрати на утримання рабів стали надто високими, щоб виправдовувати використання рабської праці на численних шахтах по всій імперії приблизно в II столітті, була запроваджена система контрактної служби для засуджених. У 369 році н.е. було знову запроваджено закон через закриття багатьох глибоких шахт; раніше імператор Адріан передав контроль над шахтами приватним підприємцям, щоб працівників наймали, а не примушували до роботи. Запровадження цієї системи призвело до зростання прибутків (Shepard 1993).
У випадку з Норіком існують археологічні свідчення використання вільнонайманої праці у видобутку й металургії, зокрема у вигляді графіті на стінах шахт. У цій провінції багато чоловіків отримували громадянство Риму за свій внесок у забезпечення імперії металом. Як приватні, так і державні шахти діяли одночасно (Shepard 1993).

### Економіка

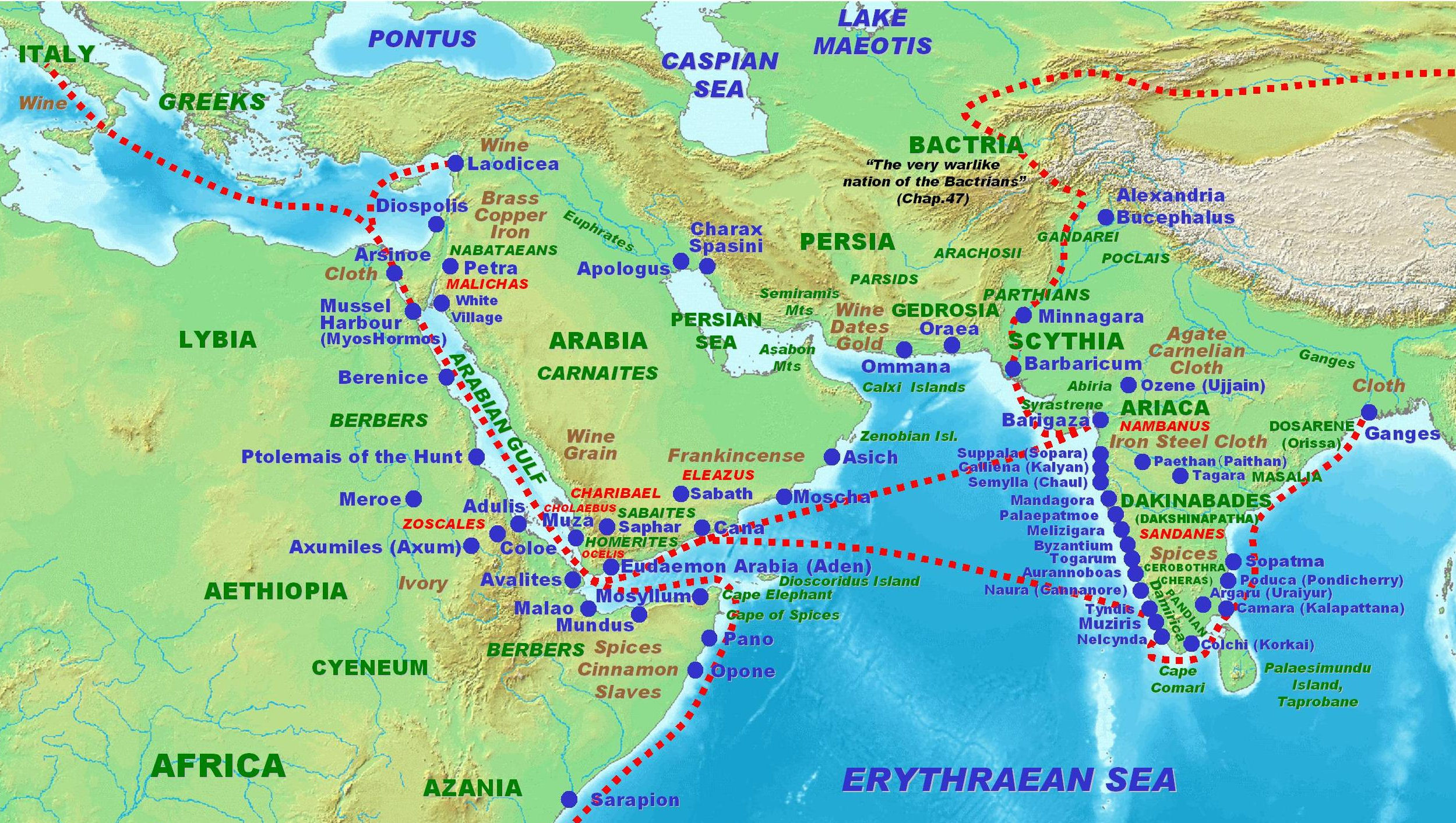
Римські торговельні маршрути за Periplus Maris Erythraei, I століття н.е.

Від моменту утворення Римської імперії її економіка була майже повністю закритою, не залежала від імпорту, хоча екзотичні товари з Індії та Китаю (зокрема дорогоцінне каміння, шовк і прянощі) дуже цінувалися (Shepard 1993).
Завдяки знахідкам римських монет і зливків по всьому античному світу (Hughes 1980), металургія надала археологам
матеріальні свідчення, які дозволяють уявити масштаби римської цивілізації.

## Виробництво предметів

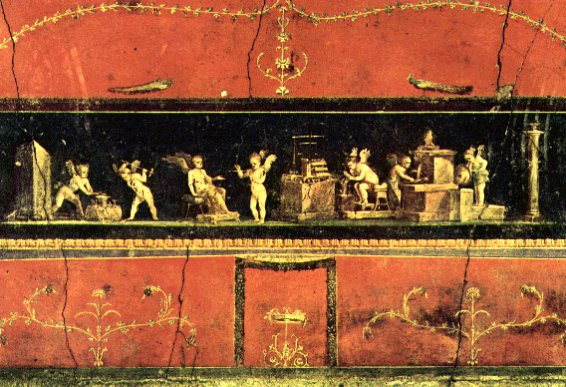
Фреска в Будинку Веттіїв у Помпеях, що зображує амурів, які використовують інструменти та техніки римських ювелірів

Римляни застосовували різні методи виготовлення металевих предметів. Подібно до самійського посуду, форми створювалися шляхом моделювання бажаної форми (з дерева, воску або металу), яку потім втискували в глиняну форму. У випадку з восковими чи металевими моделями, після висихання керамічну форму нагрівали, а віск або метал розплавляли й виливали — цей процес із використанням воску називається технікою «втрачений віск». Заливання металу в отвір дозволяло відливати точні копії об’єкта. Такий процес забезпечував доволі однорідне виготовлення серій предметів. Це не означає, що індивідуальна творчість майстрів зникла; навпаки, унікальні вироби ручної роботи зазвичай створювалися невеликими ремісниками на околицях Риму, які використовували локальні техніки (Tylecote 1962).
Існують археологічні свідчення по всій Імперії, які підтверджують великомасштабні розкопки, виплавку та торгові маршрути, пов’язані з металами. Разом із римлянами з’явилася концепція масового виробництва; це, мабуть, найважливіший аспект римського впливу на розвиток металургії. Три об’єкти, які виготовлялися масово й трапляються у археологічних знахідках по всій Римській імперії — це фібули (fibulae), які носили як чоловіки, так і жінки (Bayley 2004), монети та зливки (Hughes 1980). Ці литі вироби дозволяють 
археологам простежити роки зв’язків, торгівлі й навіть історичні або стилістичні зміни протягом століть римського панування.

## Механізація

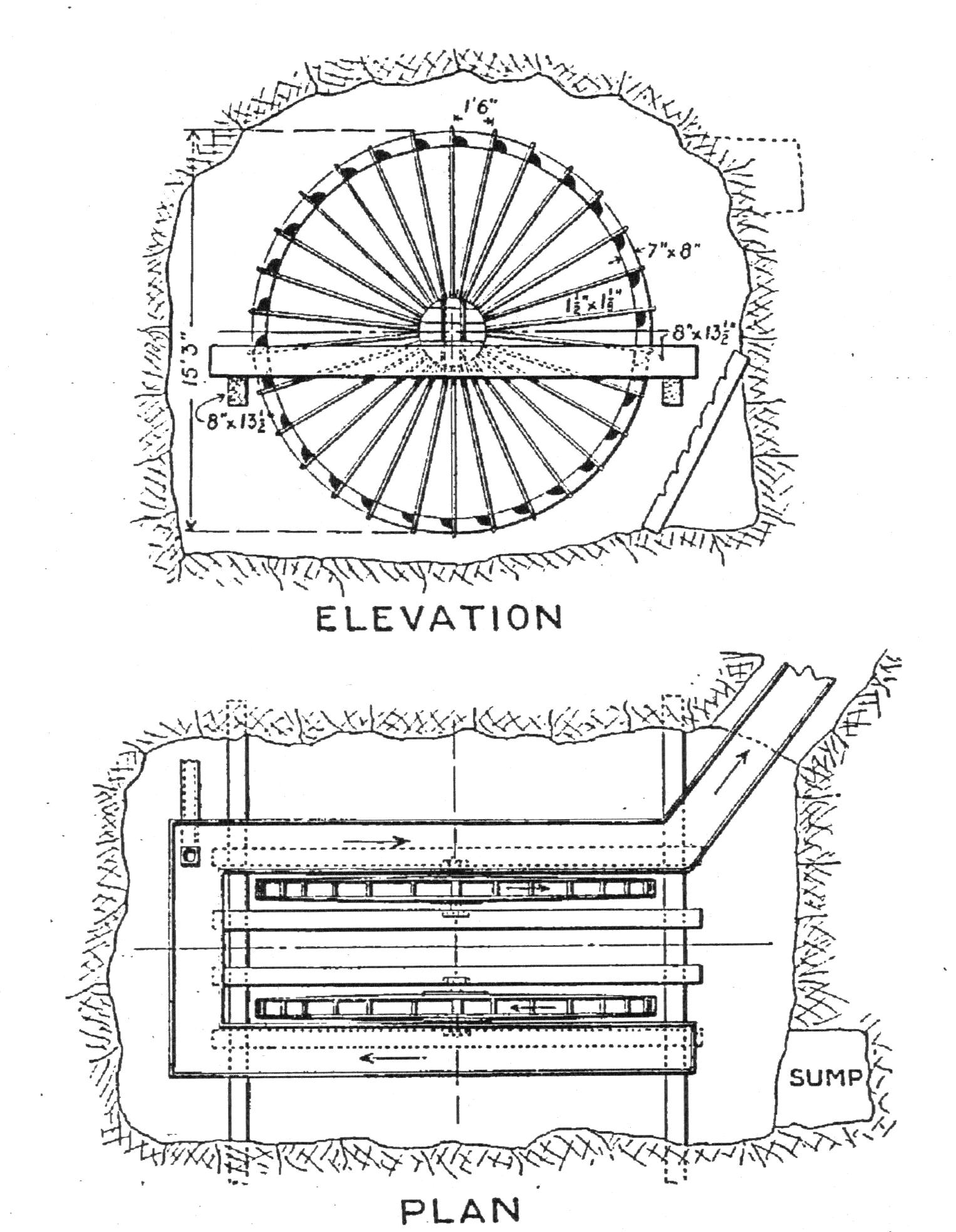
Дренажне колесо з копалень Ріо-Тінто

Існують прямі докази того, що римляни механізували принаймні частину процесів видобутку. Вони використовували водяну енергію від водяних коліс для розмелювання зерна, розпилювання деревини або каменю. Наприклад, комплекс із шістнадцяти таких надводних коліс зберігся в Барбегалі поблизу Арльа і датується I століттям н.е. або навіть раніше — воду до нього подавали головним акведуком до Арля. Імовірно, ці млини забезпечували борошном Арль та інші прилеглі міста. Подібні зернові млини також існували на пагорбі Янікул у Римі.
Аусоній у своїй поемі Мозелла IV століття н.е. згадує використання водяного млина для розпилювання каменю. Технологія могла бути легко адаптована для подрібнення руди за допомогою ударних молотів — саме таку конструкцію згадує Пліній Старший у своїй Природній історії (близько 75 року н.е.). Є археологічні докази використання цієї технології у Долаукоті, Південний Уельс. Золоторудні копальні там активно розвивалися з бл. 75 року н.е. Ці методи збереглися до середньовіччя, як описано і проілюстровано Георгієм Агриколою у його праці De re metallica.
Також використовували зворотні надводні водяні колеса для осушення шахт, причому окремі частини були попередньо виготовлені та пронумеровані для зручності зборки. Кілька таких коліс виявлено в Іспанії на мідних копальнях Ріо-Тінто, а також фрагмент колеса в Долаукоті. Один із неповних зразків з Іспанії нині експонується в Британському музеї.

## Джерела руди

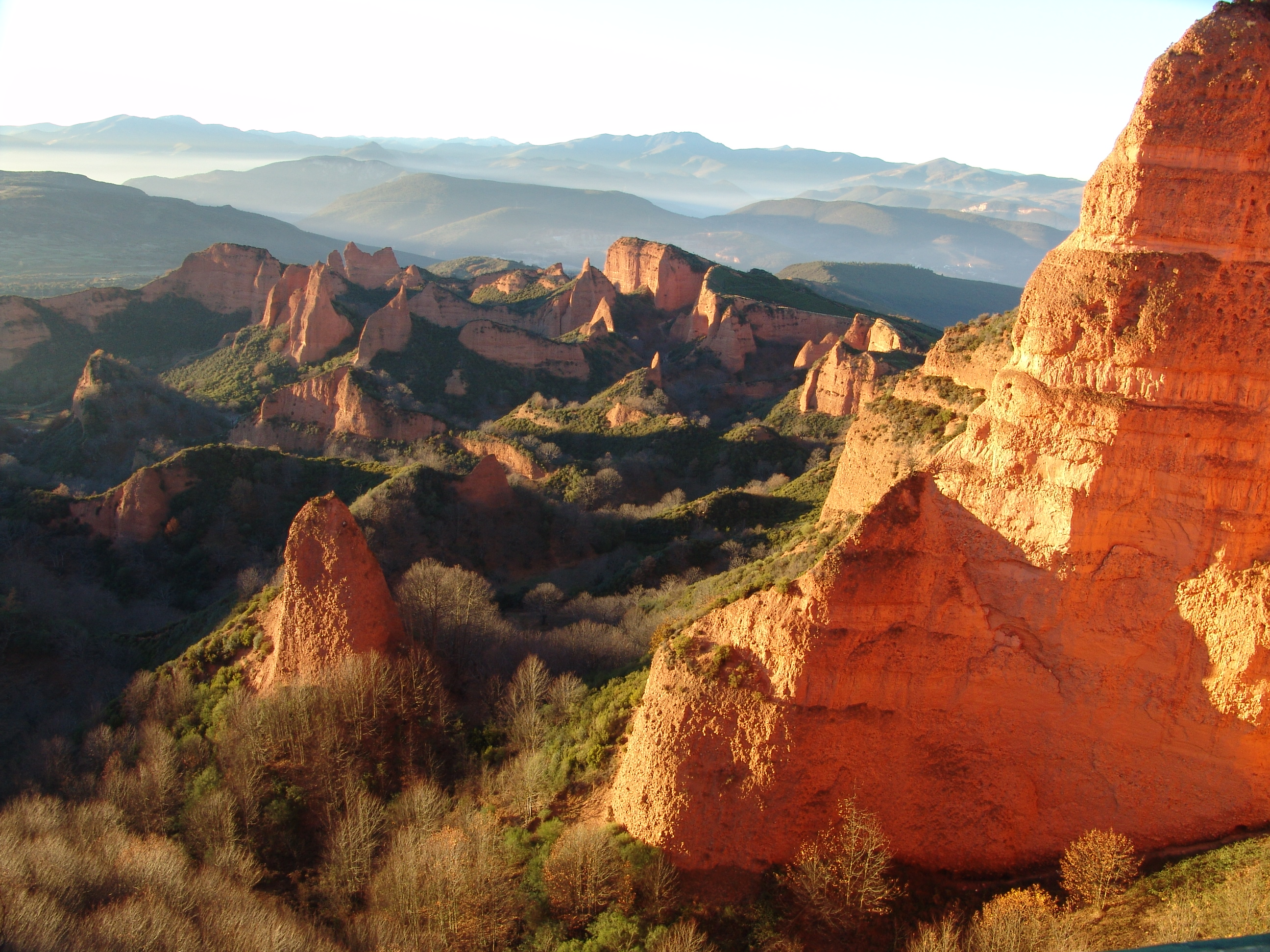
Лас-Медулас — залишки найважливішої золотої копальні Римської імперії. Цей вражаючий ландшафт сформувався завдяки техніці видобутку Ruina montium

## Використовувані метали

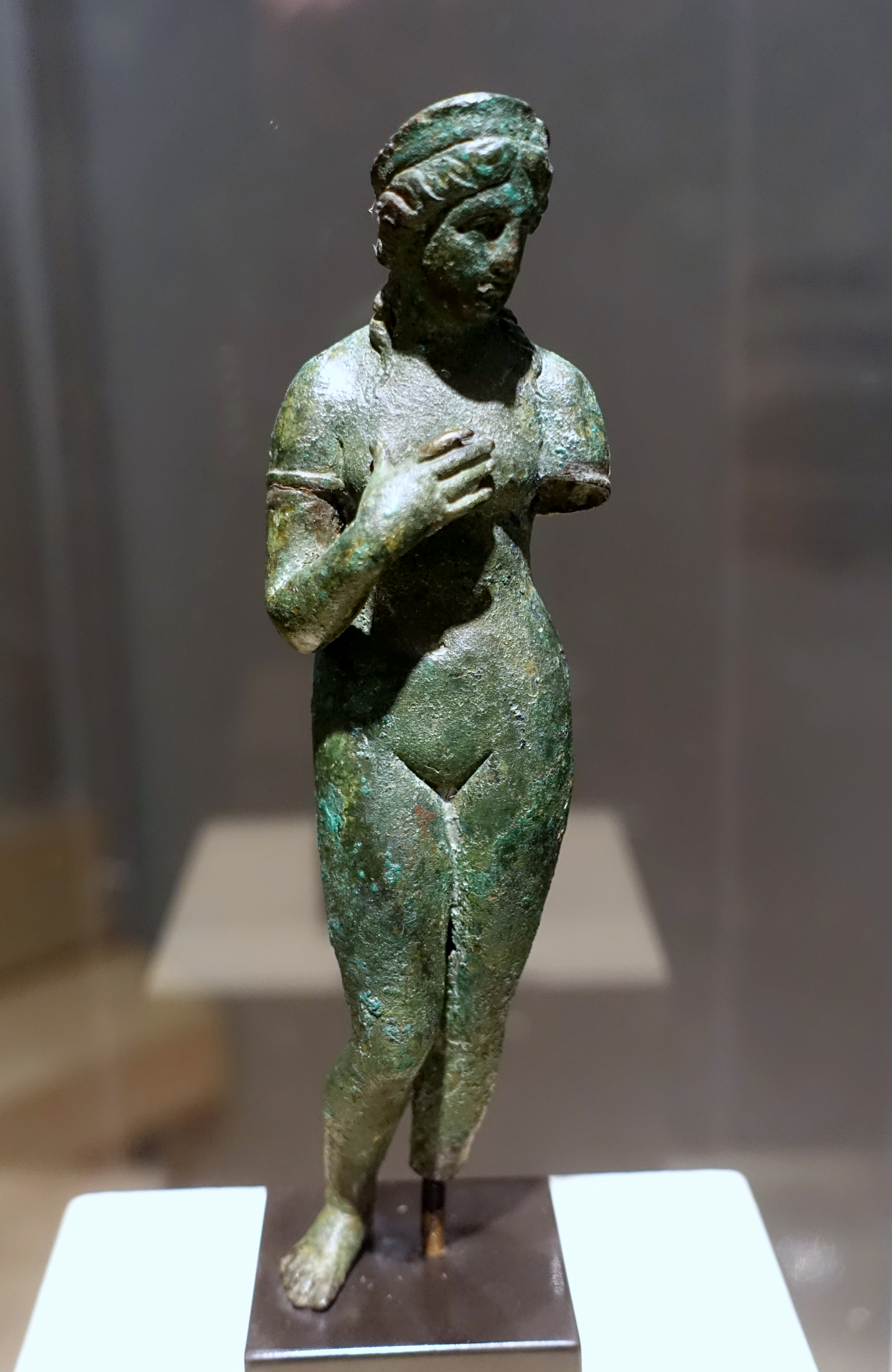
Бронзова статуетка Venus, датована приблизно прибл. 118–136 роками н.е.